# Жорді Альба
Жо́рді А́льба Ра́мос (кат. Jordi Alba Ramos, МФА: [ˈʒɔrði ˈaɫβə ˈramos], іспанська вимова Хорді Альба; нар. 21 березня 1989, Л'Успіталет-да-Любрагат, Іспанія) — іспанський футболіст, лівий захисник клубу «Інтер Маямі».

## Клубна кар'єра
Вихованець юнацьких команд футбольних клубів «Барселона» та «Валенсія».
У дорослому футболі дебютував 2007 року виступами за «Валенсія Месталья», фарм-клуб «Валенсії», в якому провів один сезон.
Своєю грою за цю команду привернув увагу представників тренерського штабу клубу «Хімнастік», до складу якого приєднався 2008 року на умовах оренди. Відіграв за клуб з Таррагони один сезон. Більшість часу, проведеного у складі «Хімнастіка», був основним гравцем команди.
До складу клубу «Валенсія» повернувся 2009 року, після завершення терміну оренди. Спочатку нерегулярно потрапляв до основного складу команди, але починаючи з сезону 2010-11 — стабільно гравець стартового складу.
28 червня 2012 року підписав п'ятирічний контракт з «Барселоною», яка сплатила за його перехід 14 мільйонів євро. У новій команді швидко став головною опцією на позиції лівого захисника. У червні 2015 року уклав з «Барсою» новий контракт на п'ять років, який передбачає можливість його автоматичного трансферу за 150 мільйонів євро.
Станом на кінець сезону 2017/18 року відіграв за каталонський клуб 161 матч в національному чемпіонаті. За цей час по чотири рази виборював титул чемпіона Іспанії і володаря Кубка Іспанії, ставав переможцем Ліги чемпіонів УЄФА і володарем Суперкубка УЄФА.

## Виступи за збірні
2006 року дебютував у складі юнацької збірної Іспанії, взяв участь у 6 іграх на юнацькому рівні, відзначившись 1 забитими голами.
Протягом 2008—2009 років залучався до складу молодіжної збірної Іспанії. На молодіжному рівні зіграв у 14 офіційних матчах.
2011 року дебютував в офіційних матчах у складі національної збірної Іспанії. Наступного року був гравцем основного складу національної команди, яка стала переможцем чемпіонату Європи 2012, повністю провів на полі усі шість матчів Іспанії на турнірі.
Також провів на полі усі ігри збірної Іспанії на чемпіонаті світу 2014 року, на якому діючі на той час чемпіони світу не змогли навіть подолати груповий етап, а також був учасником усіх чотирьох матчів на чемпіонаті Європи 2016 року, де іспанці цього разу не змогли захистити й континентальний титул, вибувши з боротьби на стадії 1/8 фіналу.
У травні 2018 року був включений до заявки національної команди для участі у своїй другій світовій першості — тогорічному чемпіонаті світу в Росії.
| Дата       | Місто                | Господарі  | Результат               | Гості          | Турнір                                    | Голи | Примітки |
| ---------- | -------------------- | ---------- | ----------------------- | -------------- | ----------------------------------------- | ---- | -------- |
| 11-10-2011 | Аліканте             | Іспанія    | 3 – 1                   | Шотландія      | Відбір до ЧЄ 2012                         | -    |          |
| 12-11-2011 | Лондон               | Англія     | 1 – 0                   | Іспанія        | товариський матч                          | -    |          |
| 29-2-2012  | Малага               | Іспанія    | 5 – 0                   | Венесуела      | товариський матч                          | -    |          |
| 26-5-2012  | Санкт-Галлен         | Сербія     | 0 – 2                   | Іспанія        | товариський матч                          | -    | 65'      |
| 3-6-2012   | Севілья              | Іспанія    | 1 – 0                   | КНР            | товариський матч                          | -    |          |
| 10-6-2012  | Гданськ              | Іспанія    | 1 – 1                   | Італія         | ЧЄ 2012 - груповий етап                   | -    | 66'      |
| 14-6-2012  | Гданськ              | Ірландія   | 0 – 4                   | Іспанія        | ЧЄ 2012 - груповий етап                   | -    |          |
| 18-6-2012  | Гданськ              | Хорватія   | 0 – 1                   | Іспанія        | ЧЄ 2012 - груповий етап                   | -    |          |
| 23-6-2012  | Донецьк              | Іспанія    | 2 – 0                   | Франція        | ЧЄ 2012 - чвертьфінал                     | -    |          |
| 27-6-2012  | Донецьк              | Іспанія    | 0 – 0 д.ч. (4 – 2 п.п.) | Португалія     | ЧЄ 2012 - півфінал                        | -    |          |
| 1-7-2012   | Київ                 | Італія     | 0 – 4                   | Іспанія        | ЧЄ 2012 - фінал                           | 1    |          |
| 11-9-2012  | Тбілісі              | Грузія     | 0 – 1                   | Іспанія        | Відбір до ЧС 2014                         | -    |          |
| 12-10-2012 | Мінськ               | Білорусь   | 0 – 4                   | Іспанія        | Відбір до ЧС 2014                         | 1    |          |
| 16-10-2012 | Мадрид               | Іспанія    | 1 – 1                   | Франція        | Відбір до ЧС 2014                         | -    |          |
| 14-11-2012 | Панама               | Панама     | 1 – 5                   | Іспанія        | товариський матч                          | -    | 58'      |
| 6-2-2013   | Доха                 | Іспанія    | 3 – 1                   | Уругвай        | товариський матч                          | -    | 56' 78'  |
| 22-3-2013  | Хіхон                | Іспанія    | 1 – 1                   | Фінляндія      | Відбір до ЧС 2014                         | -    |          |
| 11-6-2013  | Нью-Йорк             | Іспанія    | 2 – 0                   | Ірландія       | товариський матч                          | -    |          |
| 16-6-2013  | Ресіфі               | Іспанія    | 2 – 1                   | Уругвай        | Кубок конфедерацій 2013                   | -    |          |
| 23-6-2013  | Форталеза            | Нігерія    | 0 – 3                   | Іспанія        | Кубок конфедерацій 2013                   | 2    |          |
| 27-6-2013  | Форталеза            | Іспанія    | 0 – 0                   | Італія         | Кубок конфедерацій 2013                   | -    |          |
| 30-6-2013  | Ріо-де-Жанейро       | Бразилія   | 3 – 0                   | Іспанія        | Кубок конфедерацій 2013                   | -    |          |
| 14-8-2013  | Гуаякіль             | Еквадор    | 0 – 2                   | Іспанія        | товариський матч                          | -    |          |
| 6-9-2013   | Гельсінкі            | Фінляндія  | 0 – 2                   | Іспанія        | Відбір до ЧС 2014                         | 1    |          |
| 5-3-2014   | Мадрид               | Іспанія    | 1 – 0                   | Італія         | товариський матч                          | -    |          |
| 7-6-2014   | Лендовер             | Сальвадор  | 0 – 2                   | Іспанія        | товариський матч                          | -    |          |
| 13-6-2014  | Салвадор             | Іспанія    | 1 – 5                   | Нідерланди     | ЧС 2014 - груповий етап                   | -    |          |
| 18-6-2014  | Ріо-де-Жанейро       | Іспанія    | 0 – 2                   | Чилі           | ЧС 2014 - груповий етап                   | -    |          |
| 23-6-2014  | Куритиба             | Австралія  | 0 – 3                   | Іспанія        | ЧС 2014 - груповий етап                   | -    |          |
| 8-9-2014   | Валенсія             | Іспанія    | 5 – 1                   | Македонія      | Відбір до ЧЄ 2016                         | -    |          |
| 9-10-2014  | Жиліна               | Словаччина | 2 – 1                   | Іспанія        | Відбір до ЧЄ 2016                         | -    |          |
| 12-10-2014 | Люксембург           | Люксембург | 0 – 4                   | Іспанія        | Відбір до ЧЄ 2016                         | -    |          |
| 15-11-2014 | Уельва               | Іспанія    | 3 – 0                   | Білорусь       | Відбір до ЧЄ 2016                         | -    |          |
| 27-3-2015  | Севілья              | Іспанія    | 1 – 0                   | Україна        | Відбір до ЧЄ 2016                         | -    | 78'      |
| 14-6-2015  | Борисов              | Білорусь   | 0 – 1                   | Іспанія        | Відбір до ЧЄ 2016                         | -    |          |
| 5-9-2015   | Ов'єдо               | Іспанія    | 2 – 0                   | Словаччина     | Відбір до ЧЄ 2016                         | 1    |          |
| 9-10-2015  | Логроньо             | Іспанія    | 4 – 0                   | Люксембург     | Відбір до ЧЄ 2016                         | -    |          |
| 12-10-2015 | Київ                 | Україна    | 0 – 1                   | Іспанія        | Відбір до ЧЄ 2016                         | -    | 75'      |
| 13-11-2015 | Аліканте             | Іспанія    | 2 – 0                   | Англія         | товариський матч                          | -    |          |
| 24-3-2016  | Удіне                | Італія     | 1 – 1                   | Іспанія        | товариський матч                          | -    | 79'      |
| 27-3-2016  | Клуж-Напока          | Румунія    | 0 – 0                   | Іспанія        | товариський матч                          | -    | 73'      |
| 1-6-2016   | Зальцбург            | Іспанія    | 6 – 1                   | Південна Корея | товариський матч                          | -    | 46'      |
| 7-6-2016   | Хетафе               | Іспанія    | 0 – 1                   | Грузія         | товариський матч                          | -    |          |
| 13-6-2016  | Тулуза               | Іспанія    | 1 – 0                   | Чехія          | ЧЄ 2016 - груповий етап                   | -    |          |
| 17-6-2016  | Ніцца                | Іспанія    | 3 – 0                   | Туреччина      | ЧЄ 2016 - груповий етап                   | -    | 81'      |
| 21-6-2016  | Бордо                | Хорватія   | 2 – 1                   | Іспанія        | ЧЄ 2016 - груповий етап                   | -    |          |
| 27-6-2016  | Сен-Дені             | Італія     | 2 – 0                   | Іспанія        | ЧЄ 2016 - 1/8 фіналу                      | -    | 89'      |
| 1-9-2016   | Брюссель             | Бельгія    | 0 – 2                   | Іспанія        | товариський матч                          | -    | 59'      |
| 5-9-2016   | Леон                 | Іспанія    | 8 – 0                   | Ліхтенштейн    | Відбір до ЧС 2018                         | -    |          |
| 6-10-2016  | Турин                | Італія     | 1 – 1                   | Іспанія        | Відбір до ЧС 2018                         | -    | 68'      |
| 24-3-2017  | Хіхон                | Іспанія    | 4 – 1                   | Ізраїль        | Відбір до ЧС 2018                         | -    |          |
| 28-3-2017  | Сен-Дені             | Франція    | 0 – 2                   | Іспанія        | товариський матч                          | -    | 86'      |
| 7-6-2017   | Мурсія               | Іспанія    | 2 – 2                   | Колумбія       | товариський матч                          | -    | 31' 46'  |
| 11-6-2017  | Скоп'є               | Македонія  | 1 – 2                   | Іспанія        | Відбір до ЧС 2018                         | -    | 72'      |
| 2-9-2017   | Мадрид               | Іспанія    | 3 – 0                   | Італія         | Відбір до ЧС 2018                         | -    |          |
| 6-10-2017  | Аліканте             | Іспанія    | 3 – 0                   | Албанія        | Відбір до ЧС 2018                         | -    |          |
| 11-11-2017 | Малага               | Іспанія    | 5 – 0                   | Коста-Рика     | товариський матч                          | 1    |          |
| 14-11-2017 | Санкт-Петербург      | Росія      | 3 – 3                   | Іспанія        | товариський матч                          | 1    | 46'      |
| 23-3-2018  | Дюссельдорф          | Німеччина  | 1 – 1                   | Іспанія        | товариський матч                          | -    |          |
| 27-3-2018  | Мадрид               | Іспанія    | 6 – 1                   | Аргентина      | товариський матч                          | 1    | 79'      |
| 3-6-2018   | Вілярреаль           | Іспанія    | 1 – 1                   | Швейцарія      | товариський матч                          | -    | 78'      |
| 9-6-2018   | Краснодар            | Туніс      | 0 – 1                   | Іспанія        | товариський матч                          | -    | 76'      |
| 15-6-2018  | Сочі                 | Португалія | 3 – 3                   | Іспанія        | ЧС 2018 - груповий етап                   | -    |          |
| 20-6-2018  | Казань               | Іран       | 0 – 1                   | Іспанія        | ЧС 2018 - груповий етап                   | -    |          |
| 25-6-2018  | Калінінград          | Іспанія    | 2 – 2                   | Марокко        | ЧС 2018 - груповий етап                   | -    |          |
| 1-7-2018   | Москва               | Іспанія    | 1 – 1 д.ч. (3 – 4 п.п.) | Росія          | ЧС 2018 - 1/8 фіналу                      | -    |          |
| 15-11-2018 | Загреб               | Хорватія   | 3 – 2                   | Іспанія        | Ліга націй УЄФА 2018—2019 - груповий етап | -    |          |
| 23-3-2019  | Валенсія             | Іспанія    | 2 – 1                   | Норвегія       | Відбір до ЧЄ 2020                         | -    |          |
| 10-6-2019  | Мадрид               | Іспанія    | 3 – 0                   | Швеція         | Відбір до ЧЄ 2020                         | -    | 24'      |
| 5-9-2019   | Бухарест             | Румунія    | 1 – 2                   | Іспанія        | Відбір до ЧЄ 2020                         | -    |          |
| 28-3-2021  | Тбілісі              | Грузія     | 1 – 2                   | Іспанія        | Відбір до ЧС 2022                         | -    |          |
| 31-3-2021  | Севілья              | Іспанія    | 3 – 1                   | Косово         | Відбір до ЧС 2022                         | -    |          |
| 14-6-2021  | Севілья              | Іспанія    | 0 – 0                   | Швеція         | ЧЄ 2020 - груповий етап                   | -    | кап.     |
| 19-6-2021  | Севілья              | Іспанія    | 1 – 1                   | Польща         | ЧЄ 2020 - груповий етап                   | -    | кап.     |
| 23-6-2021  | Севілья              | Словаччина | 0 – 5                   | Іспанія        | ЧЄ 2020 - груповий етап                   | -    | 60'      |
| 28-6-2021  | Копенгаген           | Хорватія   | 3 – 5 д.ч.              | Іспанія        | ЧЄ 2020 - 1/8 фіналу                      | -    | 77'      |
| 2-7-2021   | Санкт-Петербург      | Швейцарія  | 1 – 1 д.ч. (1 – 3 п.п.) | Іспанія        | ЧЄ 2020 - чвертьфінал                     | -    |          |
| 6-7-2021   | Лондон               | Італія     | 1 – 1 д.ч. (4 – 2 п.п.) | Іспанія        | ЧЄ 2020 - півфінал                        | -    |          |
| 2-9-2021   | Сульна               | Швеція     | 2 – 1                   | Іспанія        | Відбір до ЧС 2022                         | -    | 35'      |
| 14-11-2021 | Севілья              | Іспанія    | 1 – 0                   | Швеція         | Відбір до ЧС 2022                         | -    |          |
| 26-3-2022  | Курналя-да-Льобрегат | Іспанія    | 2 – 1                   | Албанія        | товариський матч                          | -    | 64'      |
| 29-3-2022  | Ла-Корунья           | Іспанія    | 5 – 0                   | Ісландія       | товариський матч                          | -    | кап. 58' |
| 2-6-2022   | Севілья              | Іспанія    | 1 – 1                   | Португалія     | Ліга націй УЄФА 2022—2023 - груповий етап | -    |          |
| 9-6-2022   | Лансі                | Швейцарія  | 0 – 1                   | Іспанія        | Ліга націй УЄФА 2022—2023 - груповий етап | -    |          |
| 12-6-2022  | Малага               | Іспанія    | 2 – 0                   | Чехія          | Ліга націй УЄФА 2022—2023 - груповий етап | -    | 78'      |
| 24-9-2022  | Сарагоса             | Іспанія    | 1 – 2                   | Швейцарія      | Ліга націй УЄФА 2022—2023 - груповий етап | 1    |          |
| 17-11-2022 | Амман                | Йорданія   | 1 – 3                   | Іспанія        | товариський матч                          | -    | 58'      |
| 23-11-2022 | Доха                 | Іспанія    | 7 – 0                   | Коста-Рика     | ЧС 2022 - груповий етап                   | -    | 64'      |
| 27-11-2022 | Ель-Хаур             | Іспанія    | 1 – 1                   | Німеччина      | ЧС 2022 - груповий етап                   | -    | 82'      |
| 1-12-2022  | Ер-Раян              | Японія     | 2 – 1                   | Іспанія        | ЧС 2022 - груповий етап                   | -    | 68'      |
| 6-12-2022  | Ер-Раян              | Марокко    | 0 – 0 д.ч. (3 – 0 п.п.) | Іспанія        | ЧС 2022 - 1/8 фіналу                      | -    | 98'      |
| Усього     |                      | Матчів     | 91                      |                | Голів                                     | 9    |          |

## Досягнення
«Барселона»
- Переможець Ліги чемпіонів УЄФА (1): 2014-15
- Володар Суперкубка УЄФА (1): 2015
- Чемпіон Іспанії (6): 2012-13, 2014-15, 2015-16, 2017-18, 2018-19, 2022-23
- Володар Кубка Іспанії (5): 2014-15, 2015-16, 2016-17, 2017-18, 2020-21
- Володар Суперкубка Іспанії (4): 2013, 2016, 2018, 2022
- Переможець Клубного чемпіонату світу (1): 2015

Збірна Іспанії
- Переможець Середземноморських ігор: 2009
- Чемпіон Європи: 2012
- Переможець Ліги націй УЄФА: 2022-23